# Капуні – Мотунуї/Вайтара
Капуні – Мотунуї/Вайтара – газопровід у Новій Зеландії, споруджений з метою забезпечення сировиною хімічного комплексу.
В 1983 та 1986 роках північніше від Нью-Плімуту ввели в дію майданчики у Вайтарі та Мотунуї, що продукували метанол. Головну сировину для них – природний газ – подали одразу з двох джерел по газопроводах Оаонуї – Хантлі та Капуні – Мотунуї/Вайтара. Останній транспортував ресурс з дуже великим вмістом діоксиду вуглецю – 43%, споживання якого хімічним комплексом дозволяло знизити витрати на його вилучення на газопереробному заводу Капуні. Втім, неподалік від пункту призначення розташована станція Фаулл-Роад, що за рахунок змішування ресурсу з двох трубопровідних систем зменшує вміст діоксиду вуглецю до 16%, що відповідає технічним специфікаціям заводу в Мотунуї.
Споруджений в 1986-му газопровід від Капуні має довжину 56 кілометрів та виконаний в діаметрі 500 мм. Перемички від Фаулл-Роад до Мотунуї та Вайтара виконані в діаметрах 600 мм та 150 мм відповідно.